# Aref al-Aref
Pour les articles homonymes, voir Aref.
Aref al-Aref (en arabe : عارف العارف; Jérusalem, 1892 - al-Bireh, 30 juillet 1973) est un journaliste, politicien et historien arabe palestinien.

## Biographie
Aref al-Aref étudie à Istanbul et sert en tant qu'officier dans l'armée ottomane durant la Première Guerre mondiale. Capturé sur le front du Caucase, il passe trois ans dans un camp de prisonniers à Krasnoyarsk en Sibérie. Il s'échappe durant la Révolution russe et retourne en Palestine
Après la guerre, Aref al-Aref édite le premier journal nationaliste arabe en Palestine : Suriyya al Janubiyya (en) (la Syrie du Sud) qui est publié à partir de 1919.
Début 1920, il prend avec Amin al-Husseini une part active dans le soutien à Fayçal Ibn Hussein. En avril, il incite la foule à la violence lors des Émeutes de Nabi Moussa. Il s'enfuit avant de pouvoir être arrêté et est condamné par contumace à 10 ans d'emprisonnement. Bien qu'amnistié en juillet avec l'ensemble des fauteurs de troubles par le nouveau Haut-Commissaire britannique, il ne retourne en Palestine qu'en 1929.
Il travaille alors dans l'administration britannique entre 1933 et 1948. Après la Guerre de Palestine de 1948, il devient Ministre dans le gouvernement jordanien.
Il est maire de Jérusalem de 1950 à 1953 et, en 1963, est nommé directeur du musée Rockefeller à Jérusalem-Est.
On trouve parmi ses publications : « Amour bédouin », « Loi et Légende », « Histoire de Beersheba et de ses tribus », « Histoire de Gaza », « Al-Nakba wa al-Firdaous al-Mafqoud » (« Nakba et le Paradis perdu »), « Histoire de Jérusalem ».